# WWE Clash of Champions (2020)
Clash of Champions 2020 war das vierte und letzte professionelle Wrestling-Pay-per-View-Event (PPV) von Clash of Champions, das von WWE produziert wurde. Es wurde für Wrestler aus den Markenbereichen Raw und SmackDown der Promotion abgehalten. Die Veranstaltung fand am 27. September 2020 im WWE ThunderDome statt, der im Amway Center in Orlando, Florida, veranstaltet wurde. Für 2021 war eine Veranstaltung geplant, aber das September-Datum wurde stattdessen Extreme Rules gegeben. Gemäß dem Thema der Veranstaltung wurden alle Championships, die den Marken Raw und SmackDown zu dieser Zeit zur Verfügung standen, verteidigt, mit Ausnahme der WWE Women’s Tag Team Championship, da die Champions nicht medizinisch für den Wettbewerb freigegeben wurden.
Die Veranstaltung sollte ursprünglich am 20. September 2020 im Prudential Center in Newark, New Jersey, stattfinden, aber Gouverneur Phil Murphy sagte aufgrund der COVID-19-Pandemie alle großen öffentlichen Versammlungen mit mehr als 50 Personen ab. Mit der ThunderDome-Residenz von WWE im Amway Center, die Ende August begann, wurde Clash of Champions anschließend an diesen Ort verlegt und auf den 27. September verschoben.

## Hintergrund
Clash of Champions war ein Pay-per-View (PPV)- und WWE-Network-Event, das erstmals 2016 von WWE produziert wurde und im Allgemeinen im September stattfand. Das Thema der Veranstaltung war, dass jede aktive Championship, die bei den Brands zur Verfügung standen, verteidigt wurden. Beim vierten Clash of Champions 2020 handelte es sich um die Brands Raw und SmackDown und ihre jeweiligen Titel. Dazu gehörten die vier Championships bei Raw – die WWE Championship, die Raw Women’s Championship, die United States Championship und die Raw Tag Team Championship – die vier Championships bei SmackDown – die Universal Championship, die SmackDown Women’s Championship, die Intercontinental Championship und die SmackDown Tag Team Championship – und die nicht Brand-exklusive 24/7 Championship. Die WWE Women’s Tag Team Championship sollte ursprünglich auch verteidigt werden, aber das Match wurde kurz vor dem Event abgesagt, da die Titelverteidiger nicht medizinisch für den Wettkampf zugelassen waren.
Bei der Veranstaltung wurden acht Matches bestritten, darunter eines in der Kickoff-Pre-Show.

## Ergebnisse
| Matchart                                                            | Ergebnis | Zeit  |
| ------------------------------------------------------------------- | --- | ----- |
| Kickoff Show Match um die SmackDown Tag Team Championship           | Shinsuke Nakamura & Cesaro (c) besiegten Lucha House Party: Kalisto & Lince Dorado (w/ Gran Metalik) nach dem Kinshasa von Nakamura gegen Kalisto | 10:45 |
| Triple Threat Ladder Match um die WWE Intercontinental Championship | Sami Zayn besiegte Jeff Hardy (c) und AJ Styles via Stipulation, nachdem er Styles mit Handschellen an der Leiter fesselte und danach beide IC-Titelgürtel abhängen konnte                                                                                      | 26:35 |
| Singles Match um die Raw Womens Championship                        | Asuka (c) besiegte Zelina Vega via Aufgabe im Asuka Lock | 7:05  |
| Singles Match um die WWE United States Championship                 | Bobby Lashley (c) (w/ MVP) besiegte Apollo Crews (w/ Ricochet) via Aufgabe im Hurt Lock | 8:15  |
| Raw Tag Team Championship Titelmatch                                | The Street Profits: Angelo Dawkins & Montez Ford (c) besiegten Andrade & Angel Garza nach einem Spinebuster von Dawkins gegen Andrade, wobei Andrade beim 2-Count die Schulter anhob                                                                            | 8:15  |
| SmackDown Womens Championship Titelmatch                            | Asuka besiegte Bayley (c) durch Disqualifikation, nachdem Bayley einen Stuhl gegen Asuka einsetzte | 3:45  |
| WWE Championship – Ambulance Match                                  | Drew McIntyre (c) besiegte Randy Orton via Stipulation, nachdem er dem im Krankenwagen liegenden Orton einen Punt Kick verpasste und danach die Türen verschloss – im Verlauf des Matches wurde Orton von The Big Show, Christian und Shawn Michaels attackiert | 21:35 |
| WWE Universal Championship Titelmatch                               | Roman Reigns (c) (w/ Paul Heyman) besiegte Jey Uso via Referee Stoppage, nachdem Reigns ununterbrochen auf Jey einschlug und Jimmy Uso das Handtuch warf – während des Matches wollte Reigns als Oberhaupt der Familie betitelt werden                          | 22:55 |

## Backstage
Während der Veranstaltung wechselte die 24/7 Championship im Backstagebereich zweimal ihren Besitzer:
1. Drew Gulak besiegte R-Truth (c)
2. R-Truth besiegte Drew Gulak (c)